# لورا برلین
لورا برلین (انگلیسی: Laura Berlin; ۱۳ مارس ۱۹۹۰) بازیگر و مدل اهل کشور آلمان است. او بیشتر برای ایفای نقش ملکه اِمای نورماندی در مجموعهٔ تلویزیونی اصلی نتفلیکس، وایکینگ‌ها: والهالا (۲۰۲۲) شناخته شده‌است.

## اوایل زندگی و حرفه
لورا در سن پانزده سالگی توسط یک آژانس مدلینگ کشف شد و تبدیل به یک مدل گردید. دو سال بعد او به ویوا مدلز پیوست و در فشن شوهای هوگو باس، بالینسیاگا، میشائیل میخالسکی، و فورنانینا شرکت کرد. در این بین، او در آی‌ام‌جی مادلز نیز مشغول به‌کار بود و مرتباً به پاریس و میلان دعوت می‌شد. او در هفده سالگی در صفحهٔ اول نسخهٔ ایتالیایی مجله اِل قرار گرفت. او سپس در دیگر مجلات مرتبط با مدلینگ ظاهر شد. از زمان فارغ‌التحصیلی‌اش در سال ۲۰۰۹، برلین به‌طور تمام وقت به عنوان یک مدل کار کرده‌است، و با چندین آژانس نامدار مدلینگ در سراسر جهان قرارداد امضاء کرده‌است.